# Mannetje (fiets)

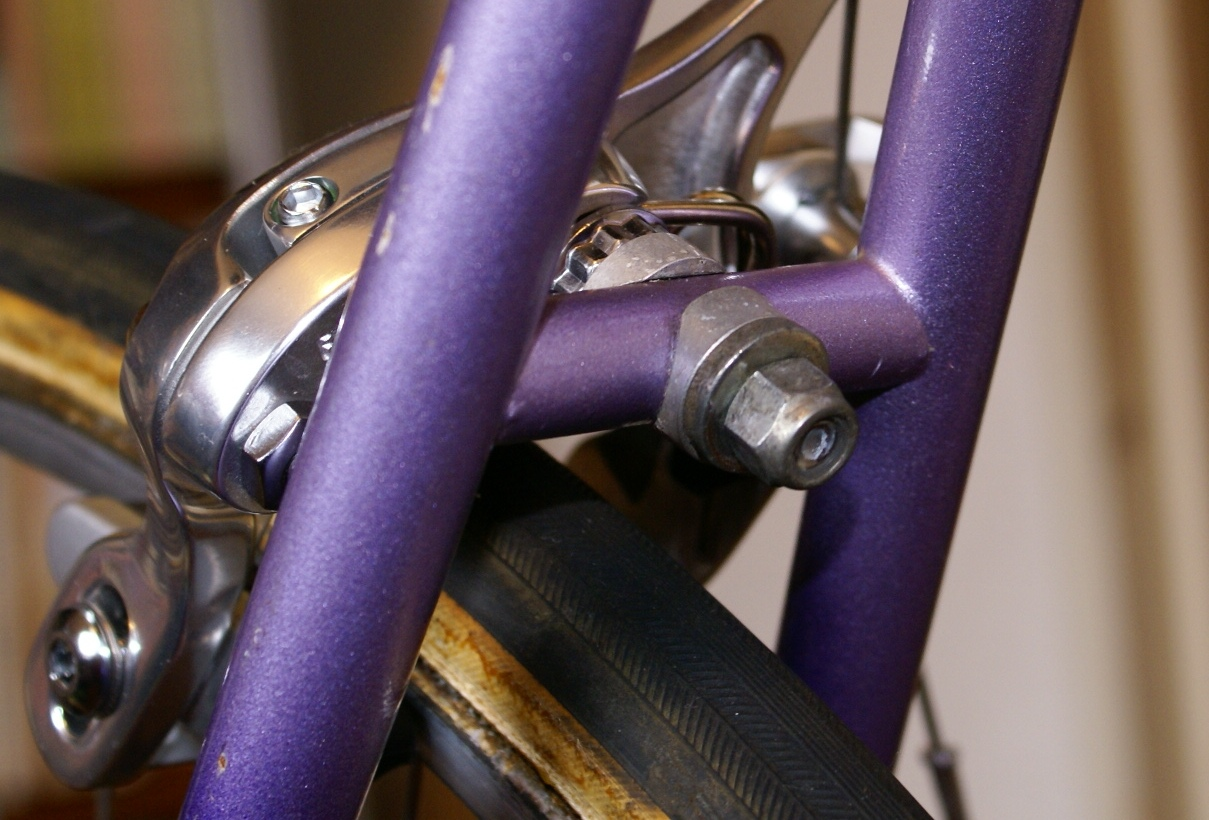
Mannetje van de staande achtervork dat gebruikt is ter montage van de achterrem.

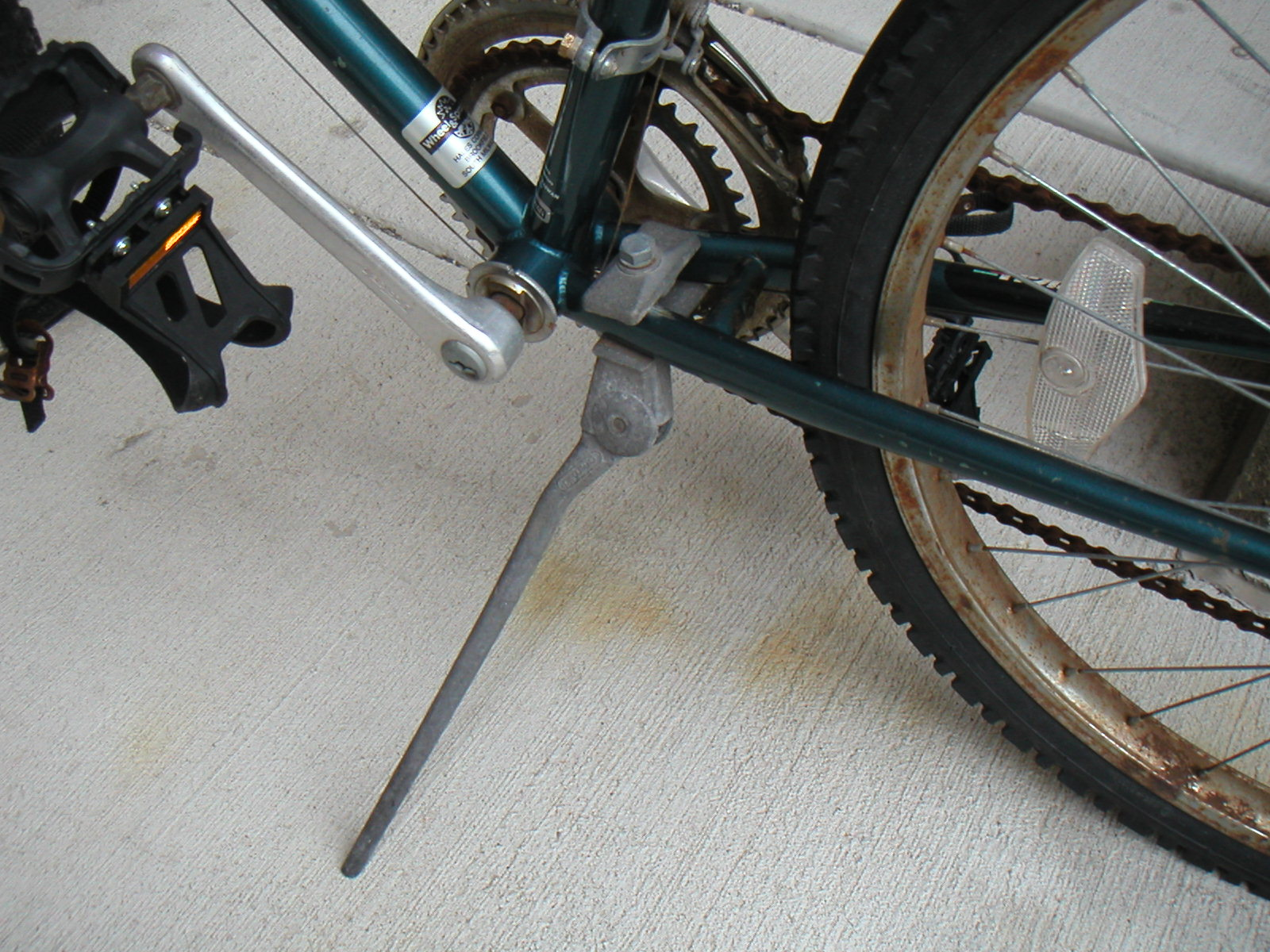
Mannetje bevestigd achter de trapas aan de liggende achtervork.

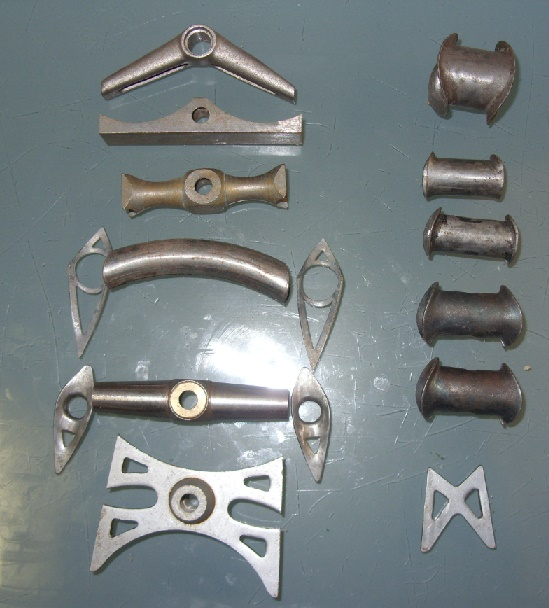
Mannetjes links voor staande vork, rechts voor achter de bracket. Geheel boven rechts, is een mannetje voor het frame van een omafiets.

Een mannetje is een onderdeel van een fiets dat dient om het frame te verstevigen of ook wel om onderdelen aan het frame te monteren.
Een mannetje kan bij de framebouw worden aangebracht als dwarsbuisje tussen de twee buizen van de liggende achtervork. Ook tussen de beide buizen van de staande achtervork kan een mannetje worden bevestigd. De toepassing van mannetjes vergroot de zijdelingse stijfheid van het fietsframe. Daarnaast kunnen deze framedelen gebruikt worden om onderdelen als een achterspatbord of een achterrem aan het frame te monteren. Bij een omafiets kan tevens een mannetje zijn toegepast tussen de onder- en bovenbuis van het frame.